# Текучая обратная связь
Текучая обратная связь (англ. LiquidFeedback, Подвижное доверие) является свободным программным обеспечением для формирования политического мнения и принятия решений (подробнее см. «Информационная теория демократии»), размывающим границы между представительной и прямой демократией.
Его важнейшей особенностью является реализация делегированной системы голосования, создающей новую форму политического представительства и участия, принимающую во внимание неравенство знаний её участников.

## Описание
Текучая Обратная связь предназначена для помощи партиям, объединениям и группам граждан оценить мнения своих членов, без ограничений традиционного Интернет-форума.
Она стремится создать точное представление мнений, принадлежащих членам группы без их искажения социальной иерархией и различиями в знаниях. Каждому индивидууму рекомендуется дальнейшее развитие его собственных инициатив в рамках ограничений, установленных операторами.
Функция прокси-голосования создает реальную власть, похожую на представительную демократию, хотя делегации могут быть отозваны в любой момент. Это необходимо для получения результатов, которые отражают настроение большинства (даже если люди не находят время для личного участия), чтобы избежать господства экстравертов, которое является проблемой, регулярно возникающей с демократией местного уровня.

## Использование
Существенной особенностью Текучей Обратной связи является возможность представить текст предложения («инициативы»), которая затем может быть голосованием для других. Пользователь выбирает соответствующую предметную область для своего предложения или создает новую. Кроме того, он может представить альтернативное предложение к уже существующей инициативе.
Оператор устанавливает определенные сроки и кворумы и принимает решение о последующих действиях в случае успешного голосования.

## История
Текучая Обратная связь была разработана в октябре 2009 года общественной электронной группой программного обеспечения, предложенной некоторыми членами Пиратской партии Германии, недовольными обычными средствами формирования политических мнений. Несмотря на это, её принадлежность полностью независима от разработчиков и позволяет использовать программное обеспечения другими партиями и организациями. Релиз первой стабильной версии его бэкенда произошёл в апреле 2010 года.
Программное обеспечение успешно использовалось для подготовки ряда национальных конвенций Пиратской партии Германии, Австрии, Италии, Швейцарии и Бразилии. Оно также используется «Slow Food» в Германии и «Движением пяти звёзд» в Италии.

## Технические характеристики
Фронтенд написан на Lua, в то время как бэкенд — на PL/pgSQL. Обе части распространяются под лицензией MIT. Существует также ПО, поддерживающие API, которое позволяет внешним приложениям добавлять дополнительные функций к программе.

## Критика
Реализация Текучей Обратной связи вызвала острую дискуссию между членами немецкой Пиратской партии: сторонники защиты данных критиковали тот факт, что программное обеспечение позволяет установить точное соответствие между каждым заявлением, отданным голосом и его автором, хотя так это и было задумано. Поскольку программное обеспечение позволяет голосовать только записанному голосу, то легко можно определить политические взгляды участников по поведению их голосов. Это повышает прозрачность политического процесса, так как делает видимым любой особый интерес.
Некоторые утверждают, что возможность делегировать голоса позволяет образоваться и укрепиться «элитарной» правящей верхушке, хотя делегированные полномочия могут быть отозваны в любой момент. Авторы программы позже представили для организации опцию автоматического удаления неактивных пользователей.
Систему иногда критикуют за непринятие во внимание интересов меньшинств. Даже если держатели мнения меньшинства могут высказать своё мнение и представить инициативы, уставы могут потребовать определенного количества сторонников. Поэтому держатели мнения меньшинства должны убедить большинство хорошо представленной аргументацией, поскольку окончательное голосование всегда требует большинства голосов — 50 % или более, в зависимости от требований устава.

## Полезные ссылки
- LiquidFeedback Mission Statement
- LiquidFeedback project page on the Public Software Group website
- CNN: Fed up with politics?… — The «Liquid Feedback» generation
- Spiegel Magazine: Web Platform Makes Professor Most Powerful Pirate
- The Economist: The ayes have it
- The New York Times: Direct Democracy, 2.0
- The New York Times: New Politics, Ahoy!
- «David Meyer talks about the Piratenpartei Deutschland (Pirate Party Germany)» Youtube interview with David Meyer, a freelance reporter in Germany that writes for ZDNet. Mark Strassman from Etopia News conducted the interview on 15 May 2012. Coverage of the Liquid Feedback software occurs during duration 8:53-14:56. Retrieved 23 December 2012.